# 4. Dioklecijanov edikt o krščanstvu
4. Dioklecijanov edikt o krščanstvu je bil edikt, ki jih je izdal rimski cesar Dioklecijan in se je nanašal na krščanstvo oz. kristjane; izdan je bil leta 304.
V tem ediktu je Dioklecijan razširil odredbe drugega in tretjega edikta na vse kristjane.